# Fischer-Nunatak
Der Fischer-Nunatak ist ein 750 m (nach australischen Angaben 707 m) hoher Nunatak im ostantarktischen Mac-Robertson-Land. Im nordöstlichen Teil der Framnes Mountains ragt er 3 km südlich des Mount Henderson auf.
Norwegische Kartografen, die ihn als Sørnuten (norwegisch für Südgipfel) benannten, kartierten ihn anhand von Luftaufnahmen, die bei der Lars-Christensen-Expedition 1936/37 entstanden. Teilnehmer der Australian National Antarctic Research Expeditions nahmen eine Umbenennung vor, nachdem sie hier 1955 eine Wetterstation errichtet hatten. Neuer Namensgeber ist der Skifahrer und Bergsteiger Henry Jean Louis Fischer (* 1936), der 1958 als Koch auf der Mawson-Station tätig war.